# Росси, Алессандро (политик)
Алессандро Росси (итал. Alessandro Rossi; род. 10 августа 1967, Римини, Италия) — политический и государственный деятель Сан-Марино, дважды капитан-регент Сан-Марино — с 1 апреля по 1 октября 2007 года и с 1 апреля по 1 октября 2024 года.

## Биография
Родился в августе 1967 года в последней столице Римской империи Римини.
По окончании школы он поступил в инженерский факультет Болонского университета и впоследствии окончил его. Он впервые был избран в парламент Сан-Марино в 1998 году. В 2005 году он являлся заместителем руководителя Партии демократов. Партия прекратила своё существование, и члены партии перешли в другие организации. Росси принял участие в создании партии Объединённые левые, которая затем влилась в Демократическую социалистическую левую и «Свободное Сан-Марино».
Весной 2007 года он впервые был избран на полгода на пост капитан-регента Сан-Марино вместе с Алессандро Манчини. Во второй раз он этот пост занял 1 апреля 2024 года. Избран был на эту же должность через 17 лет — в середине марта 2024 года, совместно с Миленой Гасперони. В пасхальный понедельник 1 апреля Гасперони и Росси вступили на пост капитан-регентов Сан-Марино. Занимал этот пост до начала октября этого же года.